# سبدنشین
سبدنشین (نام علمی: Cisticola) نام یک سرده از تیره سبدنشینان است.

## فهرست گونه‌ها
- سبدنشین رخ‌سرخ، Cisticola erythrops
- سبدنشین آوازخوان، Cisticola cantans
- سبدنشین سوت‌زن، Cisticola lateralis
- سبدنشین جیک‌جیکو، Cisticola anonymus
- سبدنشین چهچهه‌زن، Cisticola woosnami
- سبدنشین قل‌قلو، Cisticola bulliens
- سبدنشین چاب، Cisticola chubbi
- سبدنشین هانتر، Cisticola hunteri
- سبدنشین جلوچشم‌سیاه، Cisticola nigriloris
- سبدنشین صخره‌دوست، Cisticola aberrans
- سبدنشین بوران، Cisticola bodessa
- سبدنشین جغجغه، Cisticola chiniana
- سبدنشین خاکسترگون، Cisticola cinereolus
- سبدنشین سرحنایی، Cisticola ruficeps
- سبدنشین دورست، Cisticola guinea - formerly C. dorsti یا included in C. ruficeps
- سبدنشین جیرینگی، Cisticola rufilatus
- سبدنشین پشت‌خاکستری، Cisticola subruficapilla
- سبدنشین پشت‌قهوه‌ای، Cisticola discolor[نیازمند بازبینی منبع]
- سبدنشین نالان، Cisticola lais
- سبدنشین رودخانه تانا، Cisticola restrictus
- سبدنشین چرچرو، Cisticola njombe
- سبدنشین پیچان، Cisticola galactotes
- سبدنشین جیرجیرو، Cisticola pipiens
- سبدنشین کراترز، Cisticola carruthersi
- سبدنشین لوایان، Cisticola tinniens
- سبدنشین تنومند، Cisticola robustus
- سبدنشین قارقارو، Cisticola natalensis
- سبدنشین کلیکی، Cisticola fulvicapilla
- سبدنشین ابردیر، Cisticola aberdare
- سبدنشین دم‌دراز، Cisticola angusticauda
- سبدنشین دم‌سیاه، Cisticola melanurus
- سبدنشین بال‌کوتاه، Cisticola brachypterus
- سبدنشین حنایی، Cisticola rufus
- سبدنشین روباهی، Cisticola troglodytes
- سبدنشین ریزه، Cisticola nana
- سبدنشین چکاچک، Cisticola juncidis
- سبدنشین سقطرا، Cisticola haesitatus
- سبدنشین ماداگاسکاری، Cisticola cherina
- سبدنشین بیابانی، Cisticola aridulus
- سبدنشین ابری، Cisticola textrix
- سبدنشین پشت‌سیاه، Cisticola eximius
- سبدنشین ابرخراش، Cisticola dambo
- سبدنشین سینه‌لکه‌ای، Cisticola brunnescens
- سبدنشین تاج‌روشن، Cisticola cinnamomeus
- سبدنشین بال‌کوب، Cisticola ayresii
- سبدنشین سرطلایی، Cisticola exilis